# Carl Friedrich Ferdinand Sintenis
Carl Friedrich Ferdinand Sintenis, född 25 juni 1804 i Zerbst, död 2 augusti 1868 i Dessau, var en tysk jurist.
Sintenis vann 1825 i Jena juris doktorsgrad samt innehade 1837–41 en professorsstol i Giessen och sedermera åtskilliga högre ämbeten i de Anhaltska staterna. Han översatte till tyska dels (tillsammans med Carl Eduard Otto och Bruno Schilling) hela "Corpus juris civilis" (sju band, 1830–33; band I i andra upplagan 1839), dels även (tillsammans med Schilling) valda delar av "Corpus juris canonici" (två band, 1834, 1837). Av hans eget författarskap märks det på sin tid högt uppskattade arbetet Das praktische gemeine Civilrecht (tre band, 1844–51; tredje upplagan 1868–69).